# Gunnar (Edda)
Gunnar, ein Protagonist mehrerer eddischer Lieder, ist ein Sohn der Grimhild und des Giuku, seine Geschwister sind Gudrun und Högni, sein Stiefbruder ist Gutthorm. Im deutschen Sprachraum, beispielsweise im Nibelungenlied, heißt die Figur Gunther, sein historisches Vorbild ist Gundahar.
Geliebt wurde er von Oddrun, einer Schwester Atlis. Er heiratete jedoch Brynhild, die er mit Sigurds Hilfe gewann.
Letztlich führte dies zu Sigurds Tod, woraufhin sich auch Brynhild das Leben nahm (siehe  Sigurdharkvidha Fafnisbana thridhja). Nach ihrem Tod heiratet Gunnar Glaumwör.
Im alten Atlilied wird erzählt, wie die Giukungen einer verräterischen Einladung Atlis an dessen Hof folgten. Hier verlangte Atli die Herausgabe von Sigurds Hort (Goldschatz), aber die Gäste verweigerten dies, woraufhin es zu einem erbitterten Kampf kam, in dem alle Giukungen, bis auf Gunnar den Tod fanden. Nachdem er sich immer noch weigerte, das Versteck des Schatzes, den er zusammen mit Högni im Rhein versenkt hatte, preiszugeben, wurde er in einen Turm voller Nattern gesteckt, wo er sein Leben aushauchte.   